# Liboje
Liboje este o localitate din comuna Žalec, Slovenia, cu o populație de 505 locuitori.